# رامون دا سيلفا راموس
رامون دا سيلفا راموس (بالبرتغالية: Ramón da Silva Ramos‏) هو لاعب كرة قدم ومدرب كرة قدم برازيلي، ولد في 12 مارس 1950 في Sirinhaém ‏ في البرازيل. لعب مع نادي إنترناسيونال ونادي سبورت ريسيفه ونادي سيارا ونادي غوياس ونادي فاسكو دا غاما.